# Nové Dvory, Litoměřice
Nové Dvory là một làng thuộc huyện Litoměřice, vùng Ústecký, Cộng hòa Séc.